# Eunica orphise
Espèce
 Eunica orphise est une  espèce de lépidoptères (papillons) de la famille des Nymphalidae et de la sous-famille des  Biblidinae et du genre Eunica.

## Dénomination
Eunica orphise a été décrite par  Pieter Cramer en 1775, sous le nom initial de Papilio orphise.
Synonymes : Eunica tryphosa Geyer, 1837; Cybdelis castalia Hewitson, 1852; Evonyme orphise marcusi Orfila, 1951.

### Nom vernaculaire
Eunica orphise se nomme Orphise Purplewing en anglais.

## Description
Eunica orphise est un papillon d'une envergure de 45 mm à 55 mm au dessus bleu outremer aux ailes largement bordées de noir ce qui ne laisse que des plages centrales bleu outremer.
Le revers est violacé à dessins pourpres avec aux ailes postérieures un gros ocelle doublement pupillé de bleu et deux petits pupillés de bleu.

## Écologie et distribution
Eunica orphise est présent  en Bolivie, en Équateur, au Brésil, au Pérou, au Surinam, en Guyana et en Guyane.

### Protection
Pas de statut de protection particulier.